# نيسرية صفراء
نيسرية صفراء (الاسم العلمي: Neisseria flava) هي نوع من البكتيريا تتبع جنس النيسرية من فصيلة نظيرات النيسرية.